# Matilde Escalas i Xamení
Matilde Escalas i Xamení (Palma, 1870 - 2 de febrer de 1936) va ser una compositora, intèrpret i pedagoga mallorquina. La seva imatge ha quedat reflectida en el quadre de Santiago Rusiñol, Miss MacFlower.

## Biografia
Filla d'un apoderat de banca, Jaume Escalas, i de Rosa Chamení, va ser educada en el si d'una nombrosa família (eren set germans), en un ambient musical i cultural molt refinat: la Victòria era cantant; en Jaume tocava el clarinet; en Fèlix era pintor i escriptor. La Matilde, per la seva banda, destacà en els camps de la interpretació, la composició i la pedagogia musicals.
Començà a estudiar música a Ciutat de Mallorca, però havent mostrat ja de petita grans aptituds per a la musica i l’art, i els pares la van enviar a Barcelona per ampliar la seva formació i al 1882 ja estudiava composició amb Felip Pedrell. S'integrà en l'ambient inquiet i bohemi de la Renaixença, i conegué Isaac Albéniz i la colla d’artistes que l'envoltaven, entre els quals Santiago Rusiñol, amb qui assistia a les trobades a 'Els Quatre Gats‘ on acudien també Joaquim Mir i Miquel Utrillo, entre d'altres. Visqué també a París, on conegué Eric Satie i sembla que publicà aleshores algunes de les seves obres.
Després Matilde Escalas feu llargues estades a la residència familiar de Santanyí als estius, mentre passava els hiverns a Palma, on es relacionava amb els ambients culturals illencs i feia concerts per a grups reduïts d'amics. El 1914 va rebre el nomenament provisional de professora de música a l'Escola Normal de Mestres de la capital mallorquina. Després d'un casament al 1903 semblantment forçat, amb Antoni Rosselló Sendra, de qui immediatament es divorciaria, es retirà al nord de l'illa, i durant llargs anys romangué en l'obscuritat pública; morí el 1936.
El musicòleg i flautista Romà Escalas és el seu renebot.

## Obra
Pertanyé a la prolífica generació de compositores del Modernisme (Carme Karr, Lluïsa Casagemas, Narcisa Freixas, Isabel Güell, Lluïsa Denís). Tenia com a pianista un altíssim nivell professional, però com a compositora, malauradament, se n'ha conservat poca obra manuscrita o publicada. Treballà per a Pedrell i Albèniz, probablement en instrumentacions, o en composicions senceres que mai no va signar. Part de l'obra de Matilde Escalas es perdé en l’incendi de la casa del seu germà durant la Guerra civil i, doncs, de les obres que va compondre només se’n conserven unes cinquanta partitures, tant manuscrits com edicions, més alguns originals d’obres editades. L'obra conservada –cançons per a veu i piano, i obres per a piano sol, amb influències de primer italianes i posteriorment franceses– mostra un estil vocal proper a l'operístic italià o bé d’inspiració popular en les peces de piano, d'acord amb els principis estètics establerts pel mestre Pedrell que després continuarien Albéniz i Granados. També va ser autora de ballables.

## Model d'un quadre
El pintor Santiago Rusiñol la va suposadament retratar en la peça Miss (o Mis) Mac Flower (i potser en altres obres). El quadre, que pertany a la col·lecció sitgetana del Cau Ferrat, va ser restaurat el 2016, després d’haver estat exposat a Palma i Saragossa durant l'exposició El Greco: la mirada de Rusiñol.
El seu renebot Romà Escalas i Llimona, flautista i musicòleg, n'ha estudiat la figura i l'obra, amb la col·laboració de la seva cosina Teresa Escalas i Tramullas, doctora en ciències químiques i professora emèrita de la UAB.

## Composicions[2]
- A la Verge Maria. Dedicada a la seva deixeble A. Matheu. (ed. 2021)
- Agosto, romança per a tenor i piano (1905, lletra de Francesco Mazzini)
- Amore; A te...! (1896, Romança per a piano i veu, lletra de Rosina Escalas i Xamení)[10]
- Aubade, per a piano sol (ca. 1900, dedicada a Blas Becerra)
- Lo brot de romaní. (ed. 2021)
- Brumes, per a piano sol. (1897, Serenata espanyola per a piano)[11]
- Canto escolar, himne. (ed. 2021)
- Coeur brisé. Dedicada a Bairthe Pina. (ed. 2021)
- Consolatrix optima, cant religiós. (ed. 2021)
- Desiderio, romança per a cant i piano (1907?). Lletra: Rosina Escalas i Xamení.
- Enyorança. (ed. 2021)
- Flor de lliri, per a veu i piano (1905, lletra de Frederic Soler, Pitarra). Dedicada a Pepita P. Martí.
- Hora baixa, per a veu i piano (ca. 1900).
- Luisita, americana per a piano. [autoria dubtosa]
- Nocturn. Lletra: Miquel dels Sants Oliver. (ed. 2021)
- Notte d'amore, romança. Lletra: Matilde Escalas. (ed. 2021)
- Pensiero. Lletra: [Maria Borgese, Comtessa Lara]. (ed. 2021)
- Per què t'he conegut...? Lletra: Bartomeu Obrador. Dedicada a Teresa Rotger. (ed. 2021)
- Un revê, vals Boston (ed. 2021)
- Stanley, vals per a piano (1906)
- Tempo perso, romança. Lletra: A.B. (ed. 2021)
- A.Vichy, rigodón, 1895.
- La vida, himne a dues veus. Lletra: Jaume Massó i Torrents. (ed. 2021)
- Witilda, polka, 1895.